# Перу (Нью-Йорк)
Перу (англ. Peru) — місто (англ. town) в США, в окрузі Клінтон штату Нью-Йорк. Населення — 6772 особи (2020).

## Демографія
Згідно з переписом 2010 року, у місті мешкало 6998 осіб у 2628 домогосподарствах у складі 1957 родин. Було 2831 помешкання
Расовий склад населення:
| - 96,5 % — білих - 1,5 % — чорних або афроамериканців - 0,5 % — азіатів - 0,2 % — корінних американців |

До двох чи більше рас належало 0,9 %. Частка іспаномовних становила 1,7 % від усіх жителів.
За віковим діапазоном населення розподілялося таким чином: 24,6 % — особи молодші 18 років, 62,7 % — особи у віці 18—64 років, 12,7 % — особи у віці 65 років та старші. Медіана віку мешканця становила 40,9 року. На 100 осіб жіночої статі у місті припадало 100,5 чоловіків;  на 100 жінок у віці від 18 років та старших — 98,5 чоловіків також старших 18 років.
Середній дохід на одне домашнє господарство  становив 78 311 долар США (медіана — 62 281), а середній дохід на одну сім'ю — 88 802 долари (медіана — 69 297). Медіана доходів становила 47 688 доларів для чоловіків та 40 750 доларів для жінок. За межею бідності перебувало 13,3 % осіб, у тому числі 19,5 % дітей у віці до 18 років та 4,5 % осіб у віці 65 років та старших.
Цивільне працевлаштоване населення становило 3063 особи. Основні галузі зайнятості: освіта, охорона здоров'я та соціальна допомога — 27,4 %, виробництво — 20,1 %, роздрібна торгівля — 12,8 %, публічна адміністрація — 10,5 %.